# Городовая ратуша (Пушкин)
Городовая ратуша — историческое здание в Пушкине. Построена в 1862—1865 гг. (перестроена из флигеля 1785 года постройки). Объект культурного наследия федерального значения. Расположена на Набережной улице, дом 14. В настоящее время в здании размещается Пушкинский дом культуры.

## История
Проект нового здания городовой ратуши взамен старого, небольшого, был разработан И. А. Монигетти в 1859 году. Здание должно было быть перестроено из старого флигеля фабрики гербовых и ассигнационных бумаг (построен в 1785 году). Строительство завершено в октябре 1865 года. В 1902 году по проекту А. Р. Баха ратуша была расширена: выполнена пристройка, где разместился Малый Парадный зал. Ратуша была упразднена в 1918 году, в здании разместили городской дом культуры. Пострадавшее во время Великой Отечественной войны здание восстановили в городе одним из первых.

## Архитектура
Здание трёхэтажное, но нижний этаж оформлен как цоколь, верхний — как карниз, центральный этаж воспринимается как основной. Он имеет укрупнёные оконные проёмы со сложной отделкой — византийские колонки, треугольные сандрики. Нижний этаж отделан «алмазным» рустом. Интерьеры оформлены парадно, но без излишней пышности. Внутри два главных зала, аван- и конференц-залы. Стилистически здание (в том числе интерьеры) близко к раннему классицизму, но имеет лепные украшения с барочными мотивами. Более поздний Малый Парадный зал оформлен в духе Людовика XVI.